# 卡里汶爪哇國家公園
卡里汶爪哇國家公園是印尼的國家公園，位於中爪哇省卡里汶爪哇群島，成立於2001年，距離三寶壟120公里，面積1,101平方公里，該地區有300公頃紅樹林覆蓋。